# Agrochola imitata
Agrochola imitata är en fjärilsart som beskrevs av Ronkay 1984. Agrochola imitata ingår i släktet Agrochola och familjen nattflyn. Inga underarter finns listade i Catalogue of Life.